# Bernhard Schemmel
Hans Bernhard Schemmel (* 4. August 1940 in Obernigk, Provinz Schlesien) ist ein deutscher Germanist, Volkskundler und Bibliothekar. Von 1984 bis 2005 war er Leiter der Staatsbibliothek Bamberg.

## Leben
Nach seinem Abitur 1960 in Schweinfurt studierte Bernhard Schemmel von 1960 bis 1966 Germanistik, Anglistik und Volkskunde an der Julius-Maximilians-Universität Würzburg. 1966 legte er dort das Staatsexamen für das Höhere Lehramt an Gymnasien ab, von 1967 bis 1973 war er als wissenschaftlicher Assistent am Seminar für Deutsche Philologie der Universität Würzburg tätig. 1968 wurde er in Würzburg mit einer Dissertation über Sankt Gertrud in Franken promoviert.
Von 1973 bis 1975 absolvierte er das Referendariat für den Dienst an wissenschaftlichen Bibliotheken in Bayern. Seit 1975 war er an der Staatsbibliothek Bamberg tätig, deren Leitung er von 1984 bis zu seiner Pensionierung 2005 übernahm. Mit der Erschließung und Präsentation der vielfältigen Bestände dieser Bibliothek förderte er das Bewusstsein für ein bedeutendes kulturelles Zentrum. In den Jahren 1991 und 1992 war er zudem kommissarischer Leiter der Landesbibliothek Coburg.
Von 1969 bis 1973 war er Lehrbeauftragter an der Julius-Maximilians-Universität Würzburg, von 1981 bis 1994 an der Otto-Friedrich-Universität Bamberg. 2000 wurde er vom Bayerischen Staatsminister für Wissenschaft, Forschung und Kunst zum Honorarprofessor für das Fachgebiet „Kultur- und Literaturgeschichte Frankens“ an der Universität Bamberg ernannt.
Von 1999 bis 2016 war Bernhard Schemmel Vorsitzender bzw. (seit 2010) Präsident der E.T.A. Hoffmann-Gesellschaft, von 2017 bis 2022 war er deren Geschäftsführer. Er widmete sich besonders der Einrichtung des E.T.A. Hoffmann-Hauses in Bamberg und der Geschichte der E.T.A. Hoffmann-Gesellschaft.

## Ehrungen
- 1969: Promotionspreis der Unterfränkischen Gedenkjahrstiftung für Wissenschaft
- 1982: Ehrenmedaille des Altenburgvereins Bamberg
- 2014: E.-T.-A.-Hoffmann-Preis der Stadt Bamberg[3][4]
- 2017: Bundesverdienstkreuz am Bande
- 2022: Ehrenmitglied der E.T.A. Hoffmann-Gesellschaft

## Veröffentlichungen (Auswahl)
- Sankt Gertrud in Franken. Sekundäre Legendenbildung an Kultstätten. In: Würzburger Diözesangeschichtsblätter, Bd. 30 (1968), S. 1–153 (Dissertation Universität Würzburg 1968).
- (mit Josef Dünninger): Bildstöcke und Martern in Franken. Stürtz, Würzburg 1970, ISBN 3-8003-0046-X.
- Hugo von Trimberg. In: Fränkische Lebensbilder, Bd. 4 (1971), S. 1–26.
- Der „Werwolf“ von Ansbach (1685). Ereignisse und Meinungen. In: Jahrbuch für fränkische Landesforschung, Jg. 33 (1973), S. 167–200.
- Zur Darstellung und Verehrung des hl. Aquilin im Bistum Würzburg. In: Würzburger Diözesangeschichtsblätter, Bd. 37/38 (1975/76), S. 199–228.
- Figuren und Reliefs an Haus und Hof in Franken (= Quellen und Forschungen zur Geschichte des Bistums und Hochstifts Würzburg. Bd. 31). Schöningh, Würzburg 1978, ISBN 3-87717-032-3.
- Die E.T.A.-Hoffmann-Sammlung in der Staatsbibliothek Bamberg. In: Bibliotheksforum Bayern, Bd. 6 (1978), S. 167–187.
- Die Entdeckung der Fränkischen Schweiz. Ausstellung der Staatsbibliothek Bamberg, Juni–August 1979, Bamberg 1979.
- (Mitautor): Das Bamberger Blockbuch. Inc. typ. Ic I 44 der Staatsbibliothek Bamberg. Ein xylographisches Rechenbuch aus dem 15. Jahrhundert. Saur, München 1980, ISBN 3-598-10150-3.
- Friedrich Karl Rupprecht, 1779–1831. Ausstellung der Staatsbibliothek Bamberg, Dezember 1981 bis Februar 1982, Bamberg 1981.
- Musik bildlich. Künstler und Instrumente in alten graphischen Darstellungen. Ausstellung der Staatsbibliothek Bamberg, Bamberg 1983.
- (Hrsg.): E. T. A. Hoffmann, Meister Martin der Küfner und seine Gesellen. Bd. 1. Handschrift der Staatsbibliothek Bamberg (Msc.Add.22). Faksimile. Bd. 2. Kommentar mit dem Text des Erstdrucks, Lesarten und Erläuterungen. (Autor): Beschreibung der Handschrift, Der Text, Das Nürnberg-Bild, Dokumente zur Wirkungsgeschichte. (= Fränkische Bibliophilengesellschaft: Jahresgabe. 1978–1982). Fränkische Bibliophilengesellschaft, Bamberg 1984, ISBN 3-924563-00-4.
- Das Allgemeine Krankenhaus Fürstbischof Franz Ludwig von Erthals in Bamberg von 1789. Ausstellung der Staatsbibliothek Bamberg, Bamberg 1984. 2. verbesserte Auflage, Bamberg 1989, ISBN 3-924530-04-1.
- Karl Theodor von Busek, 1803–1860. Fränkische Ansichten. [Ausstellung der Staatsbibliothek Bamberg in Verbindung mit dem Kunstverein Bamberg], Meisenbach, Bamberg 1985, ISBN 3-87525-042-7.
- Die Ingenieur- und Zeichenakademie des Leopold Westen und ihre Entwicklung 1794–1833. In: Buch und Bibliothek in Bamberg. Festschrift zur Einweihung des zentralen Bibliotheksgebäudes der Universitätsbibliothek. Hrsg. von Dieter Karasek. Universitätsbibliothek Bamberg, Bamberg 1986, ISBN 3-923507-05-4, S. 299–378.
- Auserlesene Schrift-Bilder. Zu einer Sammlung von Schreibmeisterblättern der Staatsbibliothek Bamberg. In: Manfred von Arnim (Hrsg.): Festschrift Otto Schäfer zum 75. Geburtstag am 29. Juni 1987. Hauswedell, Stuttgart 1987, ISBN 3-7762-0261-0, S. 132–161.
- Die Entdeckung der Fränkischen Schweiz im Spiegel der Graphik. [Ausstellung der Staatsbibliothek Bamberg ... in der Sparkasse Ebermannstadt 1988], Bamberg 1988, ISBN 3-924530-02-5.
- Staatsbibliothek Bamberg. Handschriften, Buchdruck um 1500 in Bamberg, E. T. A. Hoffmann. Staatsbibliothek Bamberg 1990, ISBN 3-924530-05-X.
- Bamberg und die „Harmonie“ zwischen Aufklärung und Biedermeier. In: Jürgen Schneider (Hrsg.): Festschrift Alfred Wendehorst. Zum 65. Geburtstag gewidmet von Kollegen, Freunden, Schülern. Bd. 2. Degener, Neustadt (Aisch) 1992, ISBN 3-7686-9119-5, S. 321–333.
- „... und ewig wird erklingen sein Ruhm...“. Johann Lukas Schönlein (1793–1864). Arzt und Mäzen. Ausstellung der Staatsbibliothek Bamberg, Bamberg 1993, ISBN 3-924530-07-6.
- Von der Klosterbibliothek Langheim zur Staatsbibliothek Bamberg. In: Kloster Langheim. Symposion veranstaltet von der Hanns-Seidel-Stiftung in Zusammenarbeit mit der Otto-Friedrich-Universität Bamberg und dem Bayerischen Landesamt für Denkmalpflege (= Arbeitshefte des Bayerischen Landesamtes für Denkmalpflege. 65). Lipp, München 1994, S. 49–59.
- „Bloß das mechanische Schreiben!“ Zur Handschrift E.T.A. Hoffmanns. In: E. T. A. Hoffmann, Der Sandmann. Faksimile-Ausgabe als Gesamtkunstwerk. Ichverlag Häfner & Häfner, Nürnberg 1998, S. 57–76. – Um Abbildungen erweiterter, geringfügig veränderter Nachdruck in: E.T.A. Hoffmann-Jahrbuch, Bd. 7 (1999), ISSN 0944-5277, S. 9–28.
- (Mithrsg.): Das Buch mit 7 Sigeln – Die Bamberger Apokalypse. Harrassowitz, Wiesbaden 2000, ISBN 3-447-04363-6.
- (Bearb.): Die graphischen Thesen- und Promotionsblätter in Bamberg. Bestandskatalog der Staatsbibliothek Bamberg, des Historischen Vereins Bamberg in der Staatsbibliothek Bamberg, des Erzbischöflichen Priesterseminars Bamberg, des Historischen Museums der Stadt Bamberg und auswärtiger Sammlungen sowie von Privatbesitz. Harrassowitz, Wiesbaden 2001, ISBN 3-447-04001-7.
- Die Bibliotheksregale der Bamberger Dominikaner. In: Hortus floridus Bambergensis. Studien zur fränkischen Kunst- und Kulturgeschichte. Renate Baumgärtel-Fleischmann zum 4. Mai 2002. Hrsg. durch Werner Taegert. Imhof, Petersberg 2004, ISBN 3-935590-71-7, S. 317–328.
- Die Bamberger „Tattermannsäule“. Eine Dokumentation. Rotary Club, Bamberg 2004.
- Die barocke Bibliothek von Banz. In: Wilhelm Rees (Hrsg.): Im Dienst von Kirche und Wissenschaft. Festschrift für Alfred E. Hierold zur Vollendung des 65. Lebensjahres (= Kanonistische Studien und Texte. Bd. 53). Duncker & Humblot, Berlin 2007, ISBN 978-3-428-12478-7, S. 205–238.
- In Hoffmanno! E. T. A. Hoffmann, Haus, Gesellschaft. Ein Beitrag zur Rezeptionsgeschichte. Hübscher, Bamberg 2013, ISBN 978-3-924983-45-1.
- E.T.A. Hoffmann gesammelt. Eine Geschichte Bamberger Bestände in Einzelbeispielen. Staatsbibliothek Bamberg 2019.
- Das E.T.A. Hoffmann-Haus Bamberg. E.T.A. Hoffmann-Gesellschaft, Bamberg 2020.